# بخش گلف
بخش گلف (به لاتین: Golfe Prefecture) یکی از بخش‌های منطقه (استان) ماریتیم (دریایی) در کشور آفریقایی توگو است. استان گلف ۳۰۰ کیلومتر مربع مساحت و ۱٬۱۹۹٬۹۵۵ نفر جمعیت دارد.